# ホワット・ユー・ガット
「ホワット・ユー・ガット」(英語: What You Got)は、1974年に発表されたジョン・レノンの個人名義第4弾アルバム『心の壁、愛の橋』に収録された曲。ジャム・セッション・ナンバーを除いた自作曲では唯一、邦題がつけられなかった。

## 概要
前年にリリースされたスティービー・ワンダーの｢インナーヴィジョンズ｣的なアレンジが施され、ジョンの楽曲の中では極めて珍しいファンキーな仕上がりになっている。ちなみにこの曲でトランペットを担当しているのは、スティービー・ワンダーとの競演経験があるスティーブ・マダイオである。
歌詞の冒頭「迷うな、お前には本当の自分があるという事を／お前も知っているだろ? 裸の王様の話を」でわかる通りすべてを失って初めて本物の自分に気付く事を綴った曲である。
歌詞のサビ「誰も失うまでは自分の持ち物を知らない（2度繰り返し）／失ってはじめてわかる／ああ、もう一度チャンスがあったらば、と嘆く」は、ビートルズ、相棒のポール・マッカートニー、さらにはいわゆる「失われた週末」で妻のオノ・ヨーコを失ったジョンの心境そのものである。大切なものを失うまでは本物の自分に気付かず、全てを失い後悔する。もう一度チャンスがあったらば…と嘆く。これがこの当時のジョンであった。
やがてジョンはヨーコと和解し「失われた週末」に終止符を打つ。そしていつの日かポール・マッカートニーともよりを戻し、2人でビートルズとは別のバンドを作ろうと考えていたものの、1980年12月8日に自らが銃弾に倒れた事で、ポールとの対立の日々に終止符を打てずに終わってしまった。
この曲は夢の夢が真夜中を突っ走れに続くアルバムのセカンド・シングル曲として発表された際B面曲としてシングル・カットされている。